# Farindola
Farindola község (comune) Olaszország Abruzzo régiójában, Pescara megyében.

## Fekvése
A megye északnyugati részén fekszik. Határai: Arsita, Castel del Monte, Montebello di Bertona, Penne és Villa Celiera.

## Története
Első említése a 11. századból származik. A következő századokban nemesi birtok volt. Önálló községgé a 19. század elején vált, amikor a Nápolyi Királyságban felszámolták a feudalizmust.

## Népessége
A népesség számának alakulása:

## Főbb látnivalói
- San Rocco-templom